# Lliga gabonesa de futbol 2012-13
La lliga gabonesa de futbol 2012-13 (Gabon Championnat National D1 2012-13) fou el campionat de lliga de Gabon la temporada 2012-13.
Racing Club de Masuku esdevingué to AC Bongoville, i fou re-situat de Libreville a Bongoville.

## Resultats
| Pos. | Equip                | PJ | PG | PE | PP | Pts | Promoció o descens               |
| ---- | -------------------- | -- | -- | -- | -- | --- | -------------------------------- |
| 1    | US Bitam             | 26 | 17 | 6  | 3  | 57  | Lliga de Campions de la CAF 2014 |
| 2    | CF Mounana           | 26 | 13 | 8  | 5  | 47  |                                  |
| 3    | AS Mangasport        | 26 | 12 | 8  | 6  | 44  |                                  |
| 4    | US Oyem              | 26 | 13 | 4  | 9  | 42  |                                  |
| 5    | Cercle Mbéri Sportif | 26 | 9  | 12 | 5  | 39  |                                  |
| 6    | AS Pélican           | 26 | 10 | 9  | 7  | 39  |                                  |
| 7    | Sapins FC            | 26 | 9  | 10 | 7  | 37  |                                  |
| 8    | Missile FC           | 26 | 9  | 8  | 9  | 35  |                                  |
| 9    | AC Bongoville        | 26 | 9  | 6  | 11 | 33  |                                  |
| 10   | Sogéa FC             | 26 | 7  | 9  | 10 | 30  |                                  |
| 11   | O'Mbilia Nzami       | 26 | 7  | 7  | 12 | 28  |                                  |
| 12   | AS Solidarité        | 26 | 5  | 9  | 12 | 24  |                                  |
| 13   | Nguen'Asuku FC       | 26 | 6  | 5  | 15 | 23  | Descens                          |
| 14   | Stade Migovéen       | 26 | 2  | 8  | 17 | 14  | Descens                          |

Actualitzat el 29 de juny de 2013.